# Hydrillodes tennenti
Hydrillodes tennenti är en fjärilsart som beskrevs av Felder. Hydrillodes tennenti ingår i släktet Hydrillodes och familjen nattflyn. Inga underarter finns listade i Catalogue of Life.